# Distichopora anceps
Distichopora anceps is een hydroïdpoliep uit de familie Stylasteridae. De poliep komt uit het geslacht Distichopora. Distichopora anceps werd in 1978 voor het eerst wetenschappelijk beschreven door Cairns. 